# Beregi-ház (Szeged)
A Kótay Pál építészmérnök által tervezett Beregi-ház a szecessziós építészet egyik alkotása Szeged belvárosában. Az épületnek helyet adó telket az egykori szegedi vár helyén kialakított Deák Ferenc utcában jelölték ki. A vár elbontása után a telken csak egy kis kalyiba állt. Az épületet Beregi Lajos szegedi üzletember felkérésére tervezte Kótay Pál. Kótay az épület tervezésekor az északnémet szecesszió jellegzetességeit ötvözte a magyar népművészet elemeivel. A Beregi-ház homlokzatát világos keramittéglákkal borították, amelyeket vörös téglasávok tagolnak. A vörös sávok által közrezárt kisebb felületeken a magyar népművészetből, főként az alföldi pásztorok öltözetének díszítéséből kölcsönzött motívumok tűnnek fel. Az épület homlokzatának legszembetűnőbb eleme a saroktorony, amelynek alját karcolt díszítéssel (sgrafittóval) látták el.
Az épület L alaprajzú, a hosszabbik homlokzat néz a Deák Ferenc utca felé. Az épület kettős célú, egyszerre szolgált üzlet- és bérházként. A félemeleten készült el a házmester szolgálati lakása. Az emeleteken a korszak elegáns polgárainak igényeihez szabott lakásokat alakítottak ki apró cselédlakásokkal. (1938-ban Beregi Lajos az épület eredeti belső felosztást a válaszfalak áthelyezésével megváltoztatta.) A mosókonyhákat a tetőtérben tervezték elhelyezni, ám Szeged belvárosában a városi vízhálózat csak a második emelet magasságáig tudott vizet feljuttatni. A földszinteken az utcára nyitott üzlethelyiségeket helyeztek el. Az üzletek portáljainak lábánál helyezték el a pincébe vezető szénledobó csúszkákat. A kiterjedt pincék az üzletek raktáraiként is szolgáltak, amelyek az épület alatti területeken túl az udvar alá is kiterjedtek. A második világháború idején a pincében légoltalmi óvóhelyet hoztak létre.